# Abacetus quadraticollis
Abacetus quadraticollis là một loài bọ chân chạy thuộc phân họ Pterostichinae. Loài này được James Livingston Thomson mô tả lần đầu năm 1858.